# Teodosio Sangüesa Virgos
Teodosio Sangüesa Virgos (Morella, 1914 - ibidem, 1980) fou un polític valencià que desenvolupà diversos càrrecs públics durant el règim del general Francisco Franco (1939-1975). Teodosio Sangüesa fou, entre d'altres, cap local de FET-JONS a Morella, alcalde de Morella i procurador en corts.
Fill de Teodosio Sangüesa (1882-1960) i de Primitiva Virgos Guimerà (1876-1963), Teodosio Sangüesa Virgos va nàixer a Morella l'any 1914. Després de la guerra civil espanyola i durant els primers anys del règim franquista, va ser cap local del partit únic Falange Espanyola Tradicionalista i de les JONS (FET-JONS) fins que va ser nomenat alcalde del seu municipi. Com a alcalde, fou vocal de la Comissió del Patrimòni Històric-Artístic de Morella creada l'any 1976. En virtut del seu càrrec d'alcalde de Morella fou elegit procurado a corts en representació dels municipis de la província de Castelló des de l'any 1964 al 1967. Teodosio Sangüesa va morir l'any 1980, als 66 anys, a Morella.